# Dan Millman
Dan Millman (ur. 22 lutego 1946 w Los Angeles) – mistrz świata w gimnastyce, trener uniwersytetu, instruktor sztuk walki, wykładowca i profesor koledżu. Najbardziej znany jest z prelekcji na temat automotywacji oraz inspirujących książek o drodze do samorealizacji. 
W 1964 roku, w wieku osiemnastu lat, wygrał mistrzostwa świata w gimnastyce w konkurencji skoków na trampolinie. Następnie kontynuował karierę sportową zdobywając, samodzielnie i zespołowo wiele znaczących nagród.
Jego dorobek obejmuje liczne książki, które zostały przetłumaczone na 29 języków, stając się inspiracją dla milionów czytelników na całym świecie. W wyniku 20-letnich, intensywnych poszukiwań i praktyk duchowych, jego przekaz przybrał formę znaną pod nazwą Droga miłującego pokój wojownika.

## Publikacje książkowe
- Whole body fitness: mind, body and spirit
- Way of the Peaceful Warrior: A Book That Changes Lives
- Sacred Journey of the Peaceful Warrior
- Secret of the Peaceful Warrior: A Story About Courage and Love
- No Ordinary Moments: A Peaceful Warrior's Guide to Daily Life
- Quest for the Crystal Castle: A Peaceful Warrior Children's Book
- The Life You Were Born to Live: A Guide to Finding Your Life Purpose
- The Laws of Spirit: A Tale of Transformation
- Everyday Enlightenment: The Twelve Gateways to Personal Growth
- Body Mind Mastery: Creating Success in Sport and Life
- Divine Interventions: True Stories of Mysteries and Miracles that Change Lives
- Living on Purpose: Straight Answers to Life's Tough Questions
- Way of the Peaceful Warrior: A Book That Changes Lives (20th Anniversary Edition)
- The Journeys of Socrates
- Wisdom of the Peaceful Warrior: A Companion to the Book That Changes Lives